# Kalavost
U mineralogiji, kalavost podrazumijeva sustav ravnina po kojima bi se mineral mogao lako razdvojiti, a nastaje kako rezultat slabijih međusobnih kemijskih veza atoma između tih ravnina tj. ploha. Na mineralu, kalavost je vidljiva kao sustav paralelnih linija poprijeko plohe minerala. Neki minerali nemaju kalavost (pr. kremen), neki imaju jedan sustav (pr. biotit), a neki i više sustava kalavosti (pr. andaluzit).
Kalavost može biti: savršena, nesavršena, dobra, jasna, nejasna i slaba.